# Etnický nacionalismus
Etnický nacionalismus je forma nacionalismu, ve kterém je národ definovaný z hlediska etnického původu.
Ústředním tématem etnických nacionalistů je, že národy jsou definovány společným dědictvím, které obvykle zahrnuje společný jazyk, společnou víru a společné etnické předky. Také zahrnuje myšlenky kultury sdílené mezi členy jejich skupiny a s jejich předky. První, který uvedl hlavní charakteristiky etnické příslušnosti, byl Herodotus s jeho slavným dílem, které definuje řeckou identitu, kde se uvádí příbuznost jazyka, kultů a zvyků.